# Božídarský Špičák
Božídarský Špičák (zkráceně jen Špičák) je výrazná hora na náhorní planině Krušných hor tři kilometry jihozápadně od nejvýše položeného města Česka Božího Daru. S nadmořskou výškou 1116 metrů jde o druhou nejvyšší horu české části Krušných hor. Vrchol, který se nachází ve východní části národní přírodní rezervace Božídarské rašeliniště, je zalesněný převážně smrkovými porosty místy s vtroušenými listnáči.

## Geologie
Jedná se o nefelinitový (čedičový) suk vzniklý v třetihorním období miocénu vertikálním sopečným vyvřením; okolní druhohorní fylity byly později obnaženy erozí. Božídarský Špičák je nejvyšší vrch tohoto druhu v Krušných horách i ve střední Evropě. Na svahu jsou patrné zbytky lávového příkrovu.

## Přístup
Na vrchol nevede žádná značená cesta, a proto je vzhledem k poloze v národní přírodní rezervaci pro turisty nepřístupný. Nejblíže pod vrchol se dá dostat po červené značce z Božího Daru, která Špičák obchází ze západu. Od rozcestí Božídarský Špičák (vyhl.) je vrchol vzdálen asi 300 m východně.